# Torrecillas de la Tiesa
Torrecillas de la Tiesa es una villa y municipio español de la provincia de Cáceres, en la comunidad autónoma de Extremadura. El término municipal ocupa una extensión de 140 km² y cuenta con una población de 1047 habitantes (INE 2024). Además, pertenece al partido judicial de Trujillo y a la mancomunidad Comarca de Miajadas-Trujillo.

## Toponimia
El nombre de Torrecillas de la Tiesa se remonta a la época árabe o mozárabe y se fundamenta, básicamente, en dos aspectos: por un lado, en la existencia de elementos defensivos (tales como atalayas y torres), propios de la Edad Media; por otro lado, en la llanura o "tiesa" del territorio en el que se encuentra.
Cabe destacar que en la zona encontramos otros topónimos donde también se alude a las torres, tales como Torreherrera; Torre de la Coraja próxima a la dehesa de Torrecillas, o Torre Muriel.

## Gentilicio
El gentilicio de este municipio es "torrecillano" o "torrecillana", omitiéndose así la segunda parte del topónimo de la tiesa.

## Geografía
Por un lado, en cuanto a su posición geográfica, forma parte de la Comarca de Miajadas-Trujillo y está a 67 km de la capital cacereña y a 22 km de dicho municipio comarcal . Además, por su término municipal pasa la autovía del Suroeste (A-5) entre los km 230 y 234, de la que parte una carretera convencional y a 9 km hallamos el pueblo. No obstante, también se puede llegar mediante caminos rurales sin asfaltar.
Colinda con otros municipios, como Trujillo (situado al oeste), Aldeacentenera (en el este), Madroñera (en el sur) Jaraicejo o Deleitosa (ambos en el norte y a los que les une el río Almonte).
Por otro lado, en cuanto al relieve del territorio, podemos decir que es predominantemente llano (característico de la llanura trujillana), solo alterado por el río Almonte, al norte, y el río Tozo, que pasa por el centro del territorio y se represa en el embalse del Tozo. El pueblo se alza a 510 m sobre el nivel del mar.
En este sentido, posee grandes dehesas con nombres singulares, entre las que encontramos Vallespedros, El Boticojo, La Coraja, El Carneril de la Zamoranita, La Suerte de los Mozos, Los Vallarinos, Cachiporro, Quinto del Roble, El Águila, Baldío de Arriba, Descansadero, El Terzuelo de Monroy, Baldío de Urguillón, La Atalaya, Retuerta, Valverde, La Pizarra, Señora, Berenga, Labradillo y Pradillo, Carmonilla y El Ladrillar  .
| Noroeste: Trujillo, Jaraicejo | Norte: Jaraicejo, Deleitosa | Noreste: Deleitosa      |
| Oeste: Trujillo               |                             | Este: Aldeacentenera    |
| Suroeste: Trujillo            | Sur: Trujillo, Madroñera    | Sureste: Aldeacentenera |

### Clima
Dada su posición geográfica, el clima de Torrecillas de la Tiesa es de tipo mediterráneo subtropical, de modo que hay un gran contraste entre los inviernos suaves (media de 5,9 °C y media de las mínimas absolutas de -5 °C) y los veranos muy calurosos y secos (medias de 24,9 °C y media de las máximas absolutas de 44 °C). Así pues, la temperatura media anual es de 15 °C y las precipitaciones rondan los 685 mm anuales (concentradas, sobre todo, en invierno).

## Historia

### Prehistoria y Edad Antigua
Antes de que los romanos llegaran a la península ibérica en el siglo III a. C., esta estaba habitada por multitud de pueblos indoeuropeos, tales como celtas, celtíberos, lusitanos, etc. En este sentido, sabemos que uno de ellos (los vetones, unos pobladores prerromanos de cultura celta) se asentaron en la cuenca extremeña del Tajo y, más concretamente, en el territorio que a día de hoy ocupa el municipio torrecillano. Prueba de ello, es el yacimiento arqueológico hallado en La Coraja, un castro prerromano de la necrópolis de El Tercio, que comprende alrededor de 70 enterramientos y en el que se descubrieron numerosas piezas de cerámica y elementos metálicos.
Cabe mencionar que, para este pueblo celta, la guerra era una de las actividades principales y su economía se basaba, fundamentalmente, en la agricultura, la ganadería y la artesanía.

### Edad Media y Edad Moderna
Se han encontrado restos de la presencia visigoda en este municipio, gracias a los testimonios que dejaron en varias tumbas excavadas en pizarra, halladas de manera dispersa en varias extensiones de tierra (dedicadas fundamentalmente a la ganadería y la agricultura): tres en el Cerro de la Peña, una en el Valle de la Lobera, cinco en Canalejas de Valdelahuesa, seis en Casarones del Tozo y una en La Mascalina. Estas, aunque no han recibido todavía una datación exacta, pertenecen a épocas posteriores a los romanos y, más concretamente, a la Alta Edad Media. Además, tienen en común que carecen de ajuares y de restos humanos.
Si avanzamos un poco más en la historia, concretamente al siglo VIII, podemos decir que la zona de Trujillo (donde se incluye Torrecillas de la Tiesa) perteneció al territorio musulmán desde el año 714, desempeñando el papel de tierra fronteriza e inestable, tal y como reflejan los abundantes textos de este periodo. De hecho, allí se asentaron los Beni-Feranic al frente de la tribu Nafza durante un tiempo, así como otros muchos dirigentes musulmanes. Posteriormente, este territorio fue tomado por los reinos cristianos durante la Reconquista y estuvo controlada por diversos caballeros y nobles a lo largo de los siglos hasta que, en 1430, se le concedió en título de villa perteneciente a la Corona castellana.
Como vemos, los orígenes de Torrecillas de la Tiesa como entidad política están tremendamente ligados a la historia del municipio trujillano. A mediados del siglo XVI (año 1558, concretamente), Felipe II autorizó desde Flandes a su hermana Juana de Portugal para que vendiera de los patrimonios reales de varios pueblos, con el fin de obtener los recursos necesarios para costear las campañas miliares. Así pues, hizo saber a Trujillo que le había caído en suerte enajenar cinco lugares de su jurisdicción y, entre ellos, se encontraba el territorio torrecillano.
De este modo, Torrecillas de la Tiesa se convirtió en un señorío, propiedad de Diego Pizarro Hinojosa (hijo de don Juan Pizarro, un noble trujillano que poseía algunos territorios de Torrecillas) en el año 1559. La venta se fijó en 16.000 maravedíes por cada vecino (en ese momento contaba con 55) y 4.000 ducados por cada legua del término. Así pues, ordenó levantar en ellas un rollo, señal de villa exenta independiente de Trujillo.
Más tarde, el 25 de marzo de 1758 tuvo lugar un pleito constituido en Sala de Justicia entre el Concejo de Torrecillas y el marqués de Lorenzana (sucesor de Diego Pizarro Hinojosa y propietario de la villa) para acordar la compra-venta del territorio a Martín Villanueva. Por consiguiente, el 27 de enero de 1762, este último adquiere el derecho a su propia jurisdicción por la cantidad de 1.981.446 maravedíes de vellón, convirtiéndose así en señor de la villa y obteniendo todos los privilegios de los que antes gozaba el marqués.

### Edad Contemporánea
Es digno de mención que, durante la Guerra de la Independencia (1808-1814) contra los franceses, el pueblo de Torrecillas, al igual que otras poblaciones como La Cumbre, sufrió importantes saqueos y robos, así como la destrucción y profanación de sus templos y cortijos. Además, en la guerrilla tuvieron cierta importancia los hermanos Cuesta (Francisco, Antonio, Feliciano y Félix), procedentes de esta tierra. De hecho, Feliciano fue líder del comando y, junto a sus tres hermanos, consiguió numerosas victorias contra el ejército francés.
No obstante, dicha contienda también trajo consigo cosas buenas para las villas españolas: en las Cortes de Cádiz se eliminan los señoríos y corregidores en el año 1811 y se obliga a instaurar alcaldes, procuradores y regidores en cada Ayuntamiento, elegidos por los ciudadanos. De esta forma, a la caída del Antiguo Régimen, Torrecillas de la Tiesa se convierte en un municipio constitucional perteneciente a la región de Extremadura, (conocido entonces como Torrecillas). Desde 1834 y hasta la actualidad, forma parte del partido judicial de Trujillo, junto con otras 19 localidades (como Aldeacentenera, La Cumbre, Jaraicejo, Deleitosa, etc.). Finalmente, el 20 de agosto de 1870, tras la aprobación de la Ley municipal, se le concede al alcalde el título de delegado gubernativo, además de jefe y representante del municipio.

## Demografía
Torrecillas de la Tiesa cuenta con una población de 1047 habitantes (INE 2024).
| Gráfica de evolución demográfica de Torrecillas de la Tiesa entre 1842 y 2021                                                                                     |
| |
| Población de derecho según los censos de población del INE Población de hecho según los censos de población del INEEn este censo se denominaba Torrecillas: 1842. |

## Administración y política
| Periodo   | Nombre                    | Partido |
| --------- | ------------------------- | ------- |
| 1979-1983 | Manuel García             | PSOE    |
| 1983-1987 | Manuel García             | PSOE    |
| 1987-1991 | Celestino Campos Mariscal | CDS     |
| 1991-1995 | Gregorio Martín           | PSOE    |
| 1995-1999 | Celestino Campos Mariscal | PP      |
| 1999-2003 | Juan Francisco Moreno     | PSOE    |
| 2003-2007 | Juan Francisco Moreno     | PSOE    |
| 2007-2011 | Tomás Sánchez             | PSOE    |
| 2011-2015 | Tomás Sánchez             | PSOE    |
| 2015-2019 | Tomás Sánchez             | PSOE    |
| 2019-2023 | Tomás Sánchez             | PSOE    |
| 2023-act. | Tomás Sánchez             | PSOE    |

## Economía

### Sector primario
Dadas las grandes extensiones de tierra, las actividades económicas principales de este pueblo son las del sector primario, es decir, la agricultura y ganadería. Así pues, podemos destacar el cultivo extensivo de cereales, así como la abundancia de ganado ovino, bovino, porcino, caprino y caballar (estas dos últimas en menor medida). Predominan los latifundios (que suelen estar cercados con piedra y se encuentran alrededor del casco urbano) y el 75 % de ellos se dedica al pasto, frente al 25 % restante utilizado para la agricultura.
Cabe destacar que el sector agropecuario es el que más paro sostiene, dada la poca rentabilidad de su gestión.

### Sector secundario

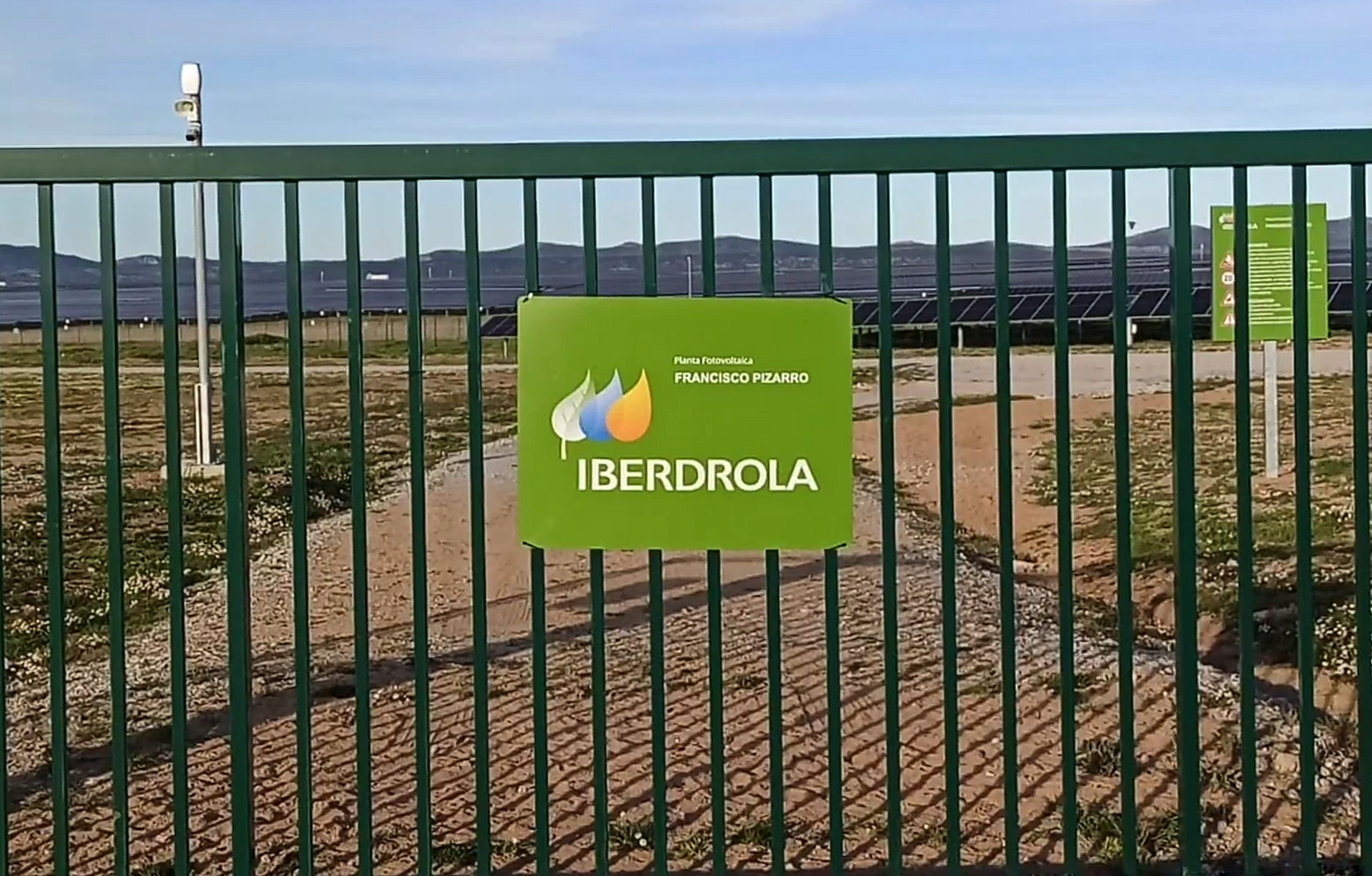
Entrada a la planta fotovoltaica Francisco Pizarro (Torrecillas de la Tiesa)

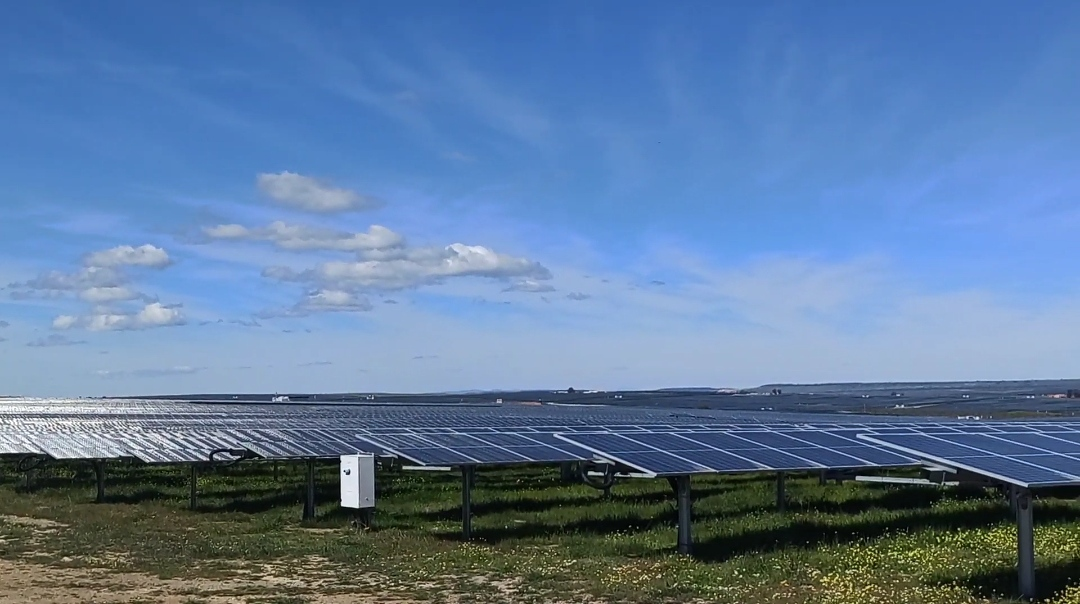
Módulos fotovoltaicos de la planta Francisco Pizarro (Torrecillas de la Tiesa)

En los últimos tiempos, han adquirido mucha importancia algunas actividades del sector secundario, como la construcción, gracias a la creación de algunas pequeñas empresas. Sin embargo, lo que realmente ha supuesto una mejora de la economía ha sido la instalación de una planta fotovoltaica (conocida como Francisco Pizarro) por parte de la compañía española Iberdrola en el año 2020. Esta fuente de energía solar, que ocupa los términos municipales de Torrecillas de la Tiesa y Aldeacentenera, es la más grande de Europa al ocupar una superficie de 1.100 hectáreas. Asimismo, gracias a los 1,6 millones de paneles solares (con una potencia de 370 vatios cada uno), su capacidad se aproxima a los 553 megavatios (es decir, con la energía limpia que aquí se genera es capaz de abastecer a 334.400 hogares al año). Cabe destacar que la mano de obra contratada durante la instalación ronda los 1.200 trabajadores.
A este parque solar, le siguen otros muchos, como el proyecto que Naturgy lleva a cabo en 2023 también en esta zona cacereña. En este caso, la planta fotovoltaica ocupará 290 hectáreas y rondará los 270 megavatios de potencia instalada, generando, igualmente, numerosos puestos de trabajo.

### Sector terciario
En cuanto al sector terciario, debemos apuntar que tiene menos trascendencia que los dos anteriores. Si bien esto es cierto, el municipio cuenta con numerosos bares y restaurantes, dos comercios locales, un centro de salud (con servicio de urgencias), una casa rural, etc.

## Patrimonio

### Iglesia parroquial de Santa Catalina

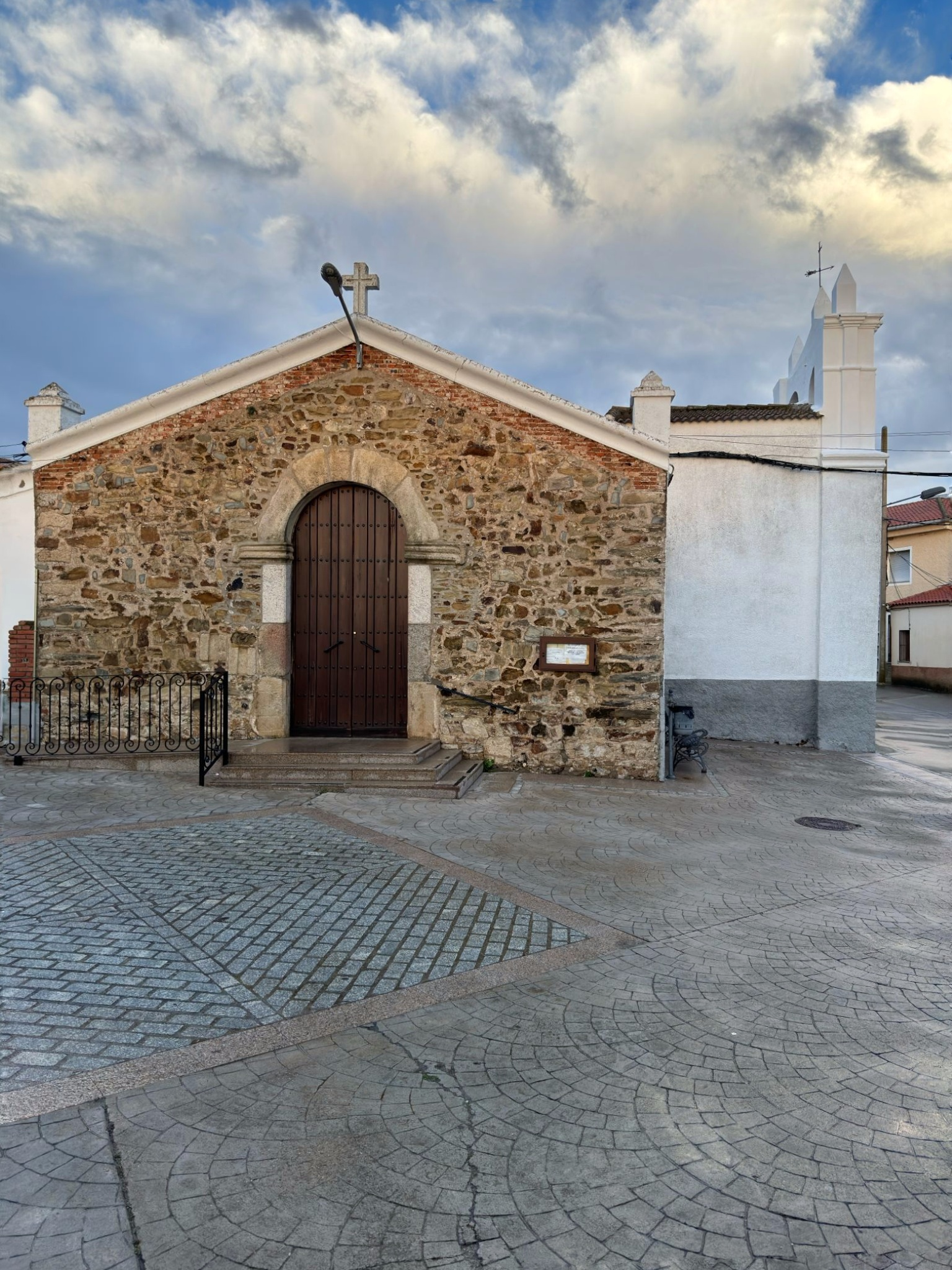
Iglesia de Santa Catalina (Torrecillas de la Tiesa)

La iglesia parroquial católica, bajo la advocación de Santa Catalina, se trata de un edificio de carácter religioso construido a finales del siglo XV, pues así se indica en una de las jambas, donde aparece grabado el año de 1581. Pertenece a la archidiócesis de Mérida-Badajoz, a la diócesis de Plasencia y al arciprestazgo de Trujillo.
Por un lado, a nivel arquitectónico, podemos decir que la fechada está blanqueada y elaborada en mampostería. Hay dos puertas que permiten el acceso al interior del templo, una principal (situada en medio de la fachada de Poniente) y otra sencilla (en el lado de la Epístola), en el mismo lado donde se encuentran la torre y las campanas con dos vanos en medio punto.
Por otro lado, el interior de la parroquia posee una sola nave y ha sido modificado en numerosas ocasiones a lo largo del siglo XX, razón por la cual posee cubiertas modernas en el techo (que, originariamente, era de madera). Asimismo, hallamos en el presbiterio un Crucificado moderno, así como una representación de la Virgen con el Niño y una imagen conocida de Santa Catalina de Alejandría de finales del siglo XIX a cada lado. De igual forma, encontramos dos capillas: una presidida por una Dolorosa con el Niño Jesús, de madera policromada (del siglo XVII) y la otra enmarcada con un retablo una imagen de la Soledad (siglo XVIII). No obstante, la decoración es muy austera, como consecuencia de  las leyes dictaminadas en los reinados de Felipe II y Felipe III.
La patrona del pueblo es la Virgen de los Remedios, también conocida como la Virgen de las tres manos, cuya imagen (datada del siglo XVI o XVI) se encuentra en este templo. Es digno de mencionar que en el año 1775 el Arzobispado de Toledo pagó la restauración de la campana de esta iglesia gracias a las limosnas ofrecidas por los pueblos Bohonal de Ibor, Valdelacasa, Castañar de Ibor y Peraleda de la Mata para agradecer la prestación de la tercera mano y así haber podido frenar una epidemia muy contagiosa (lo cual se considera un milagro).

#### Virgen de los Remedios
Esta imagen está vestida, tiene talladas la cara y las manos y su pelo es natural. Como ya hemos mencionado, el rasgo más característico es su tercera mano y, aunque su origen es desconocido, se asocia con curaciones milagrosas y remedio de epidemias. De hecho, entre 1944 y 1946 España se encontraba en uno de los mayores periodos de sequía de la historia. Así pues, los torrecillanos, viendo cómo sus cosechas se perdían y su ganado moría de sed, el 21 de febrero de 1944 sacaron a su patrona en procesión, pidiéndole agua para los campos. Cuenta la tradición que esa madrugada se obró el milagro y los vecinos del pueblo se despertaron con un manto de nieve que cubría la tierra. A modo de agradecimiento, volvieron a sacar a la Virgen por el pueblo al grito de “a la Virgen se la arropa y nosotros a calarnos”. Por ello, la fiesta local de Torrecillas es el 22 de febrero, día del Labrador, en conmemoración a este milagro.

### Rollo jurisdiccional
El rollo, de estilo renacentista, granito berroqueño y grandes dimensiones. Aparece en el siglo XV como un símbolo de la categoría administrativa de una localidad, pues solo se encontraba en aquellas villas que tenían plena jurisdicción (de modo que eran independientes) y señalaban el tipo de régimen al que estaban sometidos (concejil, señorío real, monástico o eclesiástico). Estos, normalmente, se construían a la entrada de los pueblos, junto a las carreteras principales, y reflejaban la riqueza y el poder del noble, ya que muchas veces se añadía el escudo del señor (como ocurre en este caso). Cabe destacar que muchos de ellos también cumplieron la función de picota, es decir, eran utilizados para ejecutar a los delincuentes, exhibiéndolos en la plaza pública.
Como hemos dicho anteriormente, el rollo de Torrecillas es construido por Diego Pizarro Hinojosa, declarándolo su señorío particular. Sin embargo, cuando las Cortes de Cádiz abolieron este tipo de régimen, ordenaron la eliminación de dichas construcciones que simbolizaban el vasallaje. Sin embargo, los habitantes se negaron y se ha mantenido hasta la actualidad.

### Castro celta La Coraja
Ya hemos mencionado que Torrecillas cuenta con un castro celta en la finca de La Coraja (en la necrópolis de El Tercio) datado del siglo V a. C. o principios del IV. Este poblado fortificado se encuentra en un espigón formado entre el arroyo del Moro y el río Almonte, cuyas coordenadas geográficas son: 39° 35′ 27″ de latitud, 5°40′10″ de longitud oeste y una altitud de 430 m sobre el nivel del mar. Además, está situado entre tres municipios, a unos 6 km del casco urbano de Deleitosa, a 7 km del de Torrecillas de la Tiesa y a 8 km del de Aldeacentenera, formando la punta nororiental del término municipal de nuestro pueblo.
Este yacimiento arqueológico de origen celta y, más concretamente, vetón (que fue quien lo habitó) fue dado a conocer por la investigadora María Cleofé Rivero en el año 1974. Se encuentra amurallado (gracias a la unión de irregulares lajas de pizarra, colocadas de forma horizontal, y cuyos huecos fueron rellenados con otras piedras más pequeñas para evitar el derrumbamiento) de manera paralela al río. Además, tiene una finalidad claramente defensiva y denota cierta riqueza de sus pobladores, pues contaban con los recursos necesarios para llevar a cabo una construcción con dichos elementos defensivos. Esto se puede deber a los contactos con otras sociedades más avanzadas del sur peninsular o bien a la influencia de pueblos colonizadores (con quienes realizaban intercambios en lo que, posteriormente, sería la Vía de la Pata).
En su interior se han encontrado cenizas, huesos y carbón (probablemente de enterramientos), pero también piezas de cerámica (como vasijas o urnas), ajuares (que incluían dos cuchillos curvos, dos láminas plegadas a modo de anillo, una arracada de oro, cinco fíbulas, etc.) y numerosos utensilios de hierro y bronce.
Cabe mencionar que en el museo arqueológico de Cáceres hay una pequeña sala destinada a los pueblos prerromanos y en la sala 3 se muestra, entre otras cosas, un pendiente de oro con representación zoomorfa y filigrana del poblado de La Coraja.

### Descansadero
En la punta noroccidental del término municipal se encuentra el Descansadero, donde se une con Trujillo y Jaraicejo. Desde Trujillo hasta el Descansadero transcurre una de las rutas más transitadas de todos los tiempos, la Gran Cañada Real Leonesa Occidental, haciendo frontera divisoria entre los términos de Trujillo y Torrecillas de la Tiesa.

## Cultura y deportes

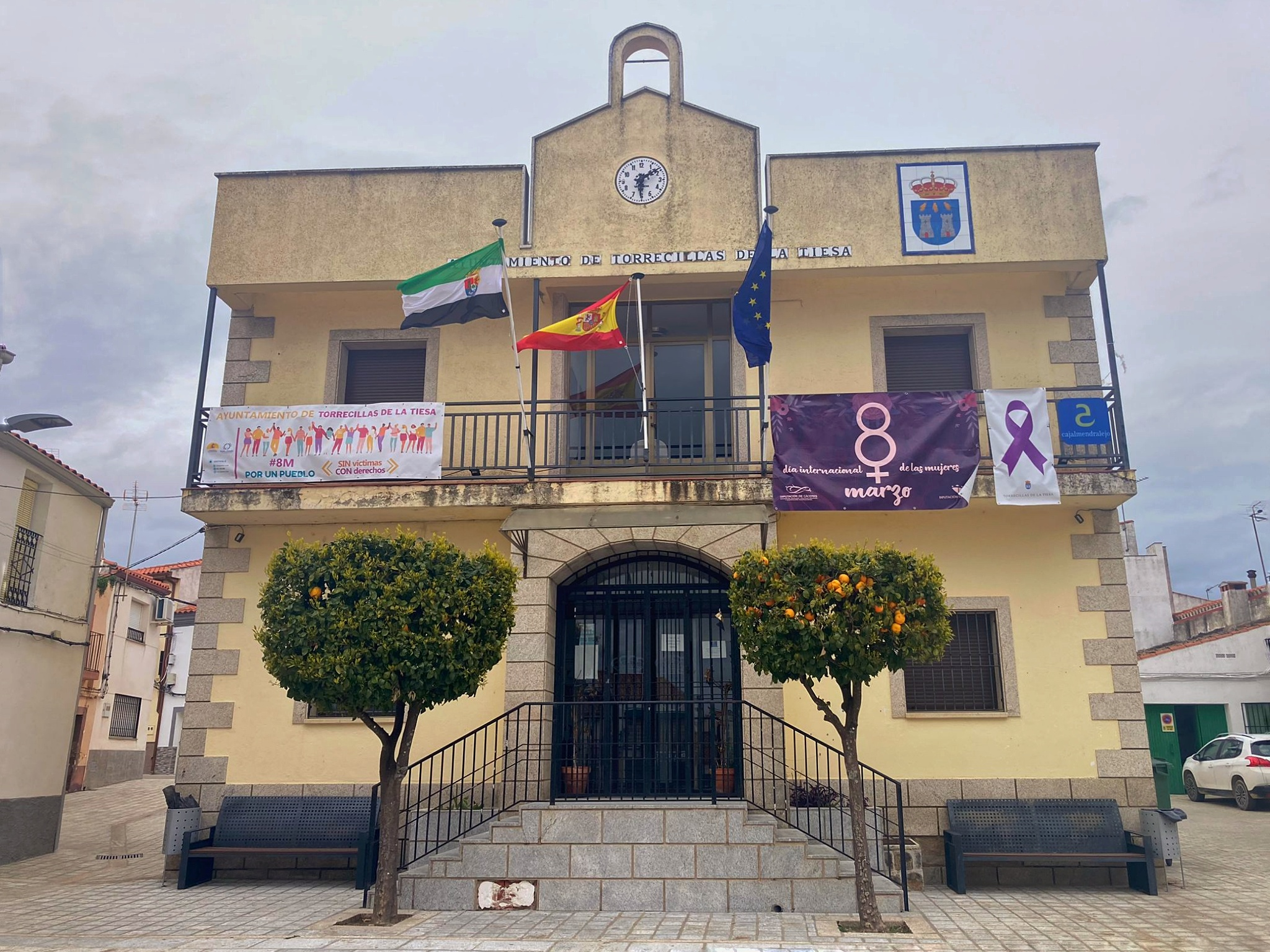
Fachada del Ayuntamiento de Torrecillas de la Tiesa

En Torrecillas de la Tiesa, siempre se ha apostado por fomentar la cultura y el deporte del municipio. Por lo tanto, tanto las actividades propuestas por el Ayuntamiento con las construcciones y mejoras de las instalaciones han ido encaminadas a tal fin. 

### Entidades culturales
- Casa de cultura[25]
- Biblioteca municipal
- Sala de exposiciones
- Salón de actos

### Asociaciones culturales
Es digno de reseña el número de asociaciones existentes en la localidad, de todos los ámbitos y para todas las edades: de mujeres, de padres y madres, de pesca, de caza, de fútbol, de la tercera edad, de bailes regionales, etc. Esto demuestra la necesidad de acción y la capacidad emprendedora de sus habitantes.

### Deporte
Cuenta con numerosas instalaciones deportivas y de ocio, tales como un gimnasio, un pabellón polideportivo, un campo de fútbol, unas pistas de pádel (reformadas y techadas en el año 2023), unas pistas de tenis y una piscina municipal.
Además, cada verano celebra torneos de pádel y fútbol sala entre pueblos y cuenta con un equipo de fútbol sala, llamado AD Torrecillas, que juega en la categoría de tercera división.